# Бахмадов Мади Джамалдінович
Мади Джамалдінович Бахма́дов (нар. 1931, Колхадой, Чечено-Інгушська АРСР) — передовик сільськогосподарського виробництва, чабан колгоспу «Кавказ» села Вознесенське Малгобецького району. Герой Соціалістичної Праці (1971). Почесний громадянин міста Малгобек.

## Біографія
Народився в 1931 році. Трудову діяльність розпочав у колгоспі «Малгобецький» Малгобецького району. Працював чабаном. Під час депортації чеченців 1944 року висланий з родиною в Казахстан. Будучи у засланні, очолював польову бригаду. У 1947 році бригада зібрала найвищий врожай зернових, за що був нагороджений орденом Леніна. Після повернення на батьківщину працював старшим чабаном у колгоспі «Кавказ» Малгобецького району. За видатні досягнення у трудовій діяльності удостоєний у 1971 році звання Героя Соціалістичної Праці.

## Нагороди
- Герой Соціалістичної Праці — указом Президії Верховної Ради СРСР від 8 квітня 1971 року;
- Орден Леніна — двічі
- Почесний громадянин міста Малгобек (1987)